# Statues de Corto Maltese
Deux statues de Corto Maltese rendent hommage au personnage de bande dessinée et à son créateur Hugo Pratt. Ces bronzes créés par les sculpteurs Livio et Luc Benedetti sont installés à Grandvaux en Suisse et à Angoulême en France.

## Description
Livio Benedetti (1946-2013) et son fils Luc, proches d'Hugo Pratt, sont les auteurs de ces œuvres, en bronze, qui représentent le marin debout, mains croisées dans le dos, le regard tourné vers l'horizon.
La première a été coulée avant 1996, du vivant de Pratt, et installée en 2007 dans le bourg de Grandvaux, à la faveur d'un réaménagement urbain. Corto fait face au lac Léman, qu'il surplombe des hauteurs des coteaux de Lavaux. C'est en effet dans ce village que Hugo Pratt a fini sa vie et est enterré. 
La seconde est installée à Angoulême, ville de Charente associée à la bande dessinée par son festival international annuel et son musée dédiés. Elle a été inaugurée le 14 juin 2008. Elle pèse 300 kg ; la stature de Corto Maltese est de 2,5 m.